# Atsuko Maeda
Atsuko Maeda (前田 敦子?, Maeda Atsuko; Ichikawa, 10 luglio 1991) è un'attrice, cantante e modella giapponese.
Ha fatto parte dal dicembre 2005 all'agosto 2012 del gruppo idol delle AKB48, delle quali è stata una delle componenti più rappresentative, avendo vinto per due volte le elezioni come membro più popolare tra i fan. Lasciato il gruppo per proseguire la carriera di attrice, i suoi ruoli più importanti sono nei film The Complex, Seventh Code e Moratoriamu Tamako, per il quale ha vinto il Japanese Professional Movie Award alla migliore attrice.

## Biografia

### Gli esordi con le AKB48

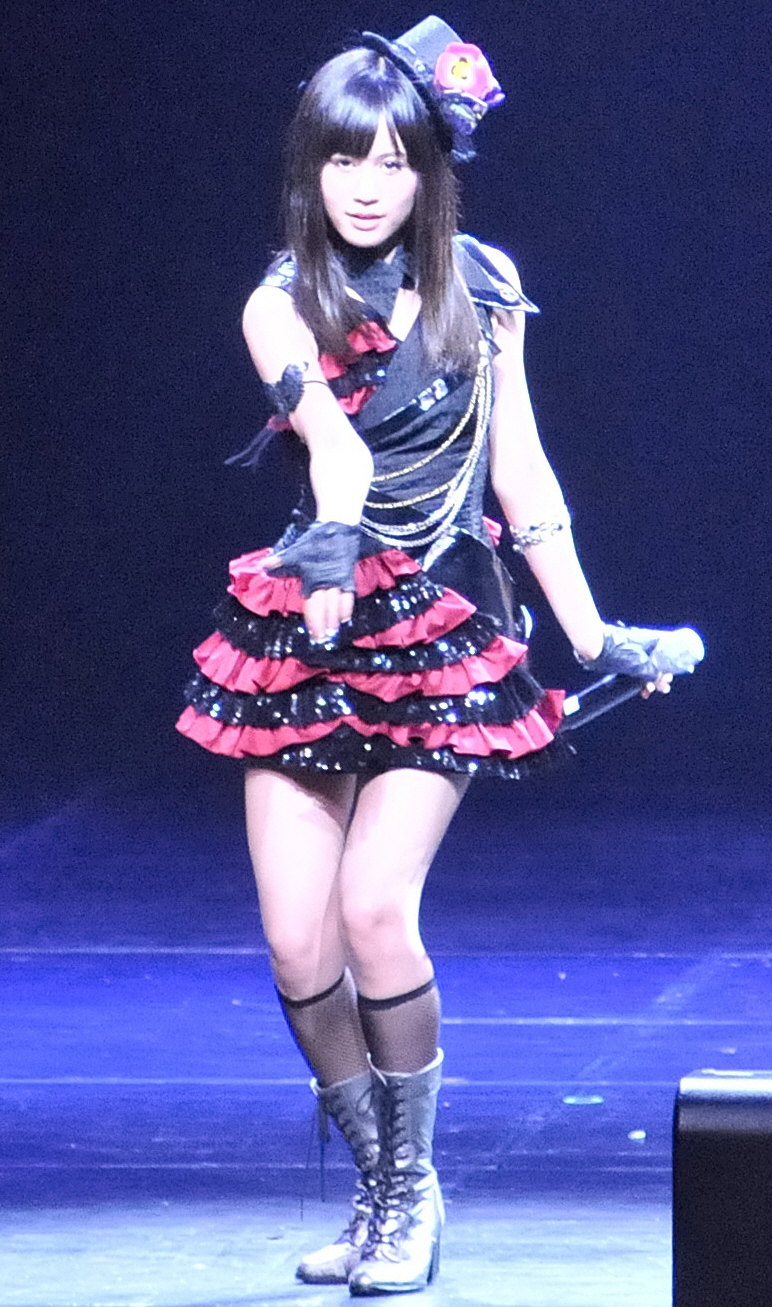
Atsuko Maeda con le AKB48 nel 2010

Atsuko Maeda entra a far parte del Team A del gruppo idol delle AKB48 all'età di 14 anni, rimanendovi sei anni. Durante questo periodo si afferma come una delle componenti più celebri conquistando, nelle elezioni che il gruppo tiene ogni anno tra i fan, il titolo di idol più popolare nelle edizioni 2009 e 2011, e piazzandosi seconda nel 2010.
Il 25 marzo 2012, durante il concerto delle AKB48 alla Saitama Super Arena, Maeda manifesta la volontà di lasciare il gruppo in modo tale da potersi concentrare sulla carriera di attrice. La notizia ottiene immediato risalto tra i media giapponesi, oltre a innescare voci sulla presunta morte di uno studente universitario che si sarebbe suicidato a causa dell'annuncio, fatto che poi si rivelò essere infondate.
Maeda si esibisce per l'ultima volta insieme al gruppo durante la serie di concerti di tre giorni al Tokyo Dome, dal 24 al 26 agosto, caratterizzata da una richiesta di 229.096 biglietti per l'evento. Il giorno seguente il gruppo tiene una cerimonia d'addio in suo onore all'AKB48 Theatre: l'evento attira nelle strade di Akihabara (il quartiere di Tokyo dove è situato il teatro del gruppo) centinaia di fan. L'esibizione in teatro viene altresì trasmessa in diretta online su YouTube.

### Carriera da solista
Al di fuori delle AKB48, Maeda intraprende la carriera da cantante solista all'indomani dell'handshake event tenutosi al Nagoya Dome il 23 aprile 2011, durante il quale ne viene data notizia ai fan. Diventa così il secondo membro del gruppo a pubblicare un singolo dopo Tomomi Itano con Dear J. Il suo primo singolo, Flower, esce il 22 giugno seguente arrivando in prima posizione nella classifica Oricon. Il secondo singolo, Kimi wa boku da, viene pubblicato il 20 giugno 2012.
Circa un anno dopo la graduation dalle AKB48, Maeda appare come special guest al concerto del gruppo al Sapporo Dome, il 31 luglio 2013, per annunciare l'uscita del terzo singolo Time machine nante iranai, utilizzato come colonna sonora del dorama della Fuji TV Yamada-kun to 7-nin no majo.
A distanza di cinque anni dal primo singolo Flower, Maeda pubblica il suo primo album da solista, Selfish, la cui title track viene utilizzata come tema musicale del dorama della TBS Busujima Yuriko no sekirara nikki con protagonista la stessa Maeda.

### Carriera di attrice

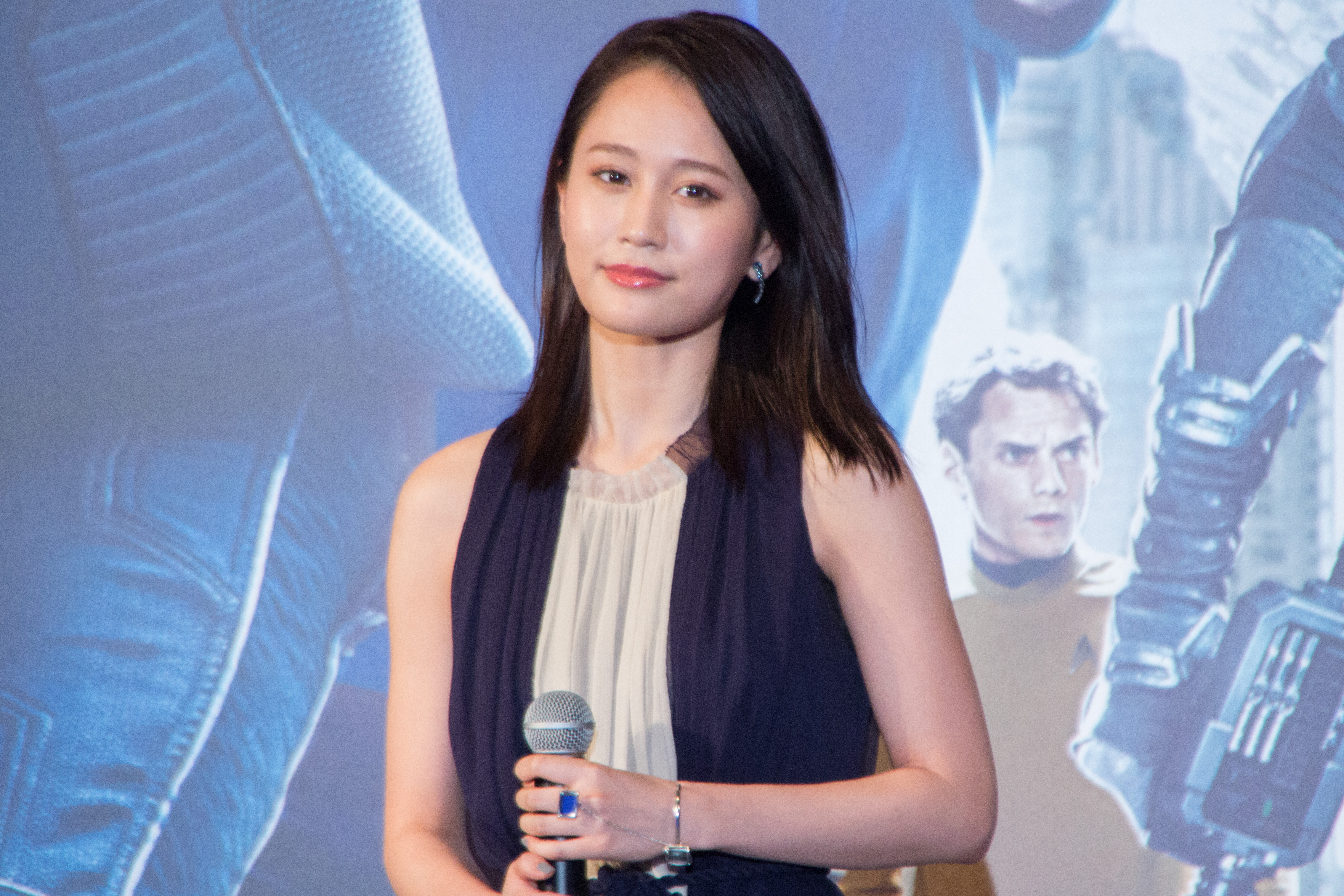
Maeda ospite alla première giapponese del film Star Trek Beyond nel 2016

Maeda debutta come attrice nel 2007 nel film Ashita no watashi no tsukurikata, diretto da Jun Ichikawa, mentre il suo primo ruolo da protagonista è nel film del 2011 Moshidora, di Makoto Tanaka. Nel 2012 ottiene il ruolo di co-protagonista nel film di Nobuhiro Yamashita Kueki ressha, e un anno dopo quello di protagonista nel film horror The Complex, di Hideo Nakata. Nel settembre 2012 partecipa alle riprese del film di Kiyoshi Kurosawa 1905, con protagonista l'attore originario di Hong Kong Tony Leung Chiu-Wai, ma il progetto viene cancellato a causa dell'inasprimento delle relazioni tra Cina e Giappone in seguito alla disputa per le isole Senkaku, oltre alla bancarotta della casa distributrice Phenom H.
Nel 2013 Maeda è protagonista di una serie di video-sketch introduttivi di trenta secondi per la Music On! TV dove interpreta Tamako, una laureata senza lavoro che passa le giornate a casa dormendo e mangiando. Il progetto viene trasposto successivamente in uno special televisivo e in un lungometraggio uscito nelle sale cinematografiche nel novembre dello stesso anno, Moratoriamu Tamako, per il quale Maeda viene insignita del Japanese Professional Movie Award alla migliore attrice. Sempre nel 2013 è la voce narrante nel corto anime Eevee e i suoi amici, e la protagonista nel film di Kiyoshi Kurosawa Seventh Code, vincitore all'8ª edizione del Festival internazionale del film di Roma del premio alla miglior regia e al miglior contributo tecnico.
Nel 2014 debutta in teatro nell'opera di Yukio Ninagawa Taiyō 2068, ed è protagonista nei film Eight Ranger 2 di Yukihiko Tsutsumi e Tokyo Love Hotel di Ryūichi Hiroki. Nel 2015 recita in Initiation Love, nuovamente sotto la direzione di Tsutsumi e nello spettacolo teatrale Aoi hitomi, scritto e diretto da Ryō Iwamatsu.

## Filmografia

### Cinema
- Ashita no watashi no tsukurikata (あしたの私のつくり方?), regia di Jun Ichikawa (2007)
- Densen uta (伝染歌?), regia di Masato Harada (2007)
- Nasu shōnenki (那須少年記?), regia di Yasuhiro Hatsuyama (2008)
- Moshidora (もしドラ?), regia di Makoto Tanaka (2011)
- Kueki ressha (苦役列車?), regia di Nobuhiro Yamashita (2012)
- The Complex (クロユリ団地?, Kuroyuri danchi), regia di Hideo Nakata (2013)
- Moratoriamu Tamako (もらとりあむタマ子?), regia di Nobuhiro Yamashita (2013)
- Seventh Code (セブンスコード?, Sebunsu kōdo), regia di Kiyoshi Kurosawa (2013)
- Eight Ranger 2 (エイトレンジャー2?, Eitorenjā 2), regia di Yukihiko Tsutsumi (2014)
- Tokyo Love Hotel (さよなら歌舞伎町?, Sayonara Kabukichō), regia di Ryūichi Hiroki (2014)
- Initiation Love (イニシエーション・ラブ?, Inishiēshon rabu), regia di Yukihiko Tsutsumi (2015)
- Mohikan kokyō ni kaeru (モヒカン故郷に帰る?), regia di Shūichi Okita (2016)
- Shin Godzilla (シン・ゴジラ?, Shin Gojira), regia di Shinji Higuchi (2016)
- Mukoku (武曲?), regia di Kazuyoshi Kumakiri (2017)
- Sanpo suru shinryakusha (散歩する侵略者?), regia di Kiyoshi Kurosawa (2017)
- Tantei wa bar ni iru 3 (探偵はBARにいる3?, Tantei wa bā ni iru Surī), regia di Teruyuki Yoshida (2017)
- Suteki na dynamite scandal (素敵なダイナマイトスキャンダル?, Suteki na dainamaito sukyandaru), regia di Masanori Tominaga (2018)
- Nomitori samurai (のみとり侍?), regia di Yasuo Tsuruhashi (2018)
- Taberu on'na (食べる女?), regia di Jirō Shōno (2018)
- Tabi no owari sekai no hajimari (旅のおわり世界のはじまり?), regia di Kiyoshi Kurosawa (2019)
- Masquerade Hotel (マスカレード・ホテル?, Masukaredo Hoteru), regia di Masayuki Suzuki (2019)

### Doppiaggio
- Eevee e i suoi amici (ピカチュウとイーブイ☆フレンズ?, Pikachū to Eevee Friends), regia di Kunihiko Yuyama (2013)
- As the Gods Will (神さまの言うとおり?, Kami-sama no iu tōri), regia di Takashi Miike (2014)

### Serie televisive
- Swan no baka!: 3man-en no koi (スワンの馬鹿！ ～3万円の恋～?) (Fuji TV, ottobre–dicembre 2007)
- Shiori to Shimiko no kaiki jikenbo (栞と紙魚子の怪奇事件簿?) (NTV, gennaio–marzo 2008)
- Taiyō to umi no kyōshitsu (太陽と海の教室?) (Fuji TV, luglio–settembre 2008)
- Tsuma yo! Matsumoto sarin jiken: Hannin to yobarete... Kazoku o mamori nuita 15nen (妻よ! 松本サリン事件犯人と呼ばれて…家族を守り抜いた15年?) - film TV (Fuji TV, giugno 2009)
- Kochira Katsushika-ku Kameari kōen-mae hashutsujo (こちら葛飾区亀有公園前派出所?), episodio 6 (TBS, settembre 2009)
- Majisuka Gakuen (マジすか学園?) (TV Tokyo, gennaio–marzo 2010)
- Ryōmaden (龍馬伝?) (NHK, marzo–novembre 2010)
- Q10 ( キュート?) (NTV, ottobre–dicembre 2010)
- Sakura kara no tegami (桜からの手紙?) (NTV, febbraio–marzo 2011)
- Majisuka Gakuen 2 (マジすか学園2?) (TV Tokyo, aprile–giugno 2011)
- Marumo no okite (マルモのおきて?), episodio 11 (Fuji TV, aprile–giugno 2011)
- Hanazakari no kimitachi e (花ざかりの君たちへ?) (Fuji TV, luglio–settembre 2011)
- Saikō no jinsei no owarikata - Ending Planner (最高の人生の終り方～エンディングプランナー～?) (TBS, gennaio–marzo 2012)
- Kyōkō kikoku: Wasure sarareta hanayometachi (強行帰国〜忘れ去られた花嫁たち〜?) - film TV (TBS, ottobre 2012)
- Kasuka na kanojo (幽かな彼女?) (Kansai TV, aprile–giugno 2013)
- Aki to fuyu no Tamako (秋と冬のタマ子?) (Music On! TV, aprile 2013)
- Kuroyuri danchi: Joshō (クロユリ団地〜序章〜?), episodio 12 (TBS, giugno 2013)
- Asaki yumemishi - Yaoya Oshichi ibun (あさきゆめみし 〜八百屋お七異聞?) (NHK, settembre–novembre 2013)
- Leaders (LEADERS リーダーズ?) (TBS, marzo 2014)
- Nobunaga kyōsōkyoku (信長協奏曲?), episodio 3 (Fuji TV, ottobre 2014)
- Kageri yuku natsu (翳りゆく夏?) (WOWOW, gennaio–febbraio 2015)
- Yo ni mo kimyō na monogatari 25 shūnen special haru: Ninki manga-ka kyōen-hen (世にも奇妙な物語 25周年スペシャル・春～人気マンガ家競演編?) - film TV (Fuji TV, aprile 2015)
- Dokonjō gaeru (ど根性ガエル?) (NTV, luglio–settembre 2015)
- Majisuka Gakuen 5 (マジすか学園5?), episodio 1 (NTV, agosto 2015)
- Busujima Yuriko no sekirara nikki (毒島ゆり子のせきらら日記?) (TBS, giugno 2016)

### Teatro
- Taiyō 2068 (太陽2068?), regia di Yukio Ninagawa (2014)
- Aoi hitomi (青い瞳?), regia di Ryō Iwamatsu (2015)

## Discografia

### Con le AKB48

#### Singoli Indie
- 2006 – Sakura no hanabiratachi
- 2006 – Skirt, hirari

#### Singoli Major
- 2006 – Aitakatta
- 2007 – Seifuku ga jama o suru
- 2007 – Keibetsu shiteita aijō
- 2007 – Bingo!
- 2007 – Boku no taiyō
- 2007 – Yūhi o miteiru ka?
- 2008 – Romance, irane
- 2008 – Sakura no hanabiratachi 2008
- 2008 – Baby! Baby! Baby!
- 2008 – Ōgoe diamond
- 2009 – 10nen zakura
- 2009 – Namida surprise!
- 2009 – Iiwake Maybe
- 2009 – River
- 2010 – Sakura no shiori
- 2010 – Ponytail to shushu
- 2010 – Heavy Rotation
- 2010 – Beginner
- 2010 – Chance no junban
- 2011 – Sakura no ki ni narō
- 2011 – Dareka no tame ni (What Can I Do for Someone?)
- 2011 – Everyday, Katyusha
- 2011 – Flying Get
- 2011 – Kaze wa fuiteiru
- 2011 – Ue kara Mariko
- 2012 – Give Me Five!
- 2012 – Manatsu no Sounds Good!

### Solista

#### Album
- 2016 – Selfish

#### Singoli
- 2011 – Flower
- 2012 – Kimi wa boku da
- 2013 – Time machine nante iranai
- 2014 – Seventh Chord

## Photobooks
- Hai (2009)
- Acchan in Hawaii (2010)
- Maeda Atsuko in Tokyo (2010)
- Atsuko in NY (2010)
- Bukiyō (2012)
- AKB48 Sotsugyou Kinen Photobook "Acchan" (2012)